# كرس المجانين (حرض)

تعديل مصدري - تعديل

كرس المجانين هي إحدى قرى عزلة العتنة بمديرية حرض التابعة لمحافظة حجة، بلغ تعداد سكانها 155 نسمة حسب تعداد اليمن لعام 2004.